# Комитетска къща (Пороище)
Къщата на свещеник Иван Самоковски, наричана Комитетска къща и Комитска къща, се намира в село Пороище, Община Разград.
В нея е учреден мeстeн революционен комитет на ВРО от Ангел Кънчев, Гани Чернев и Марин Цонзаров.

## Предистория
Георги Раковски пръв от българските революционери заявява публично, че освобождението на България от османска власт трябва да се извърши със самостоятелни сили чрез организиране на всеобщо въстание, а „не освобождение чрез чети или само с чети“, както и без участието на чужди правителства, с което да се избегне прокарването на чужда политика. Поради това Раковски се счита за първия идеолог на националната революция. Преждевременната му кончина от туберкулоза през 1867 г., когато е едва на 46 години, остава делото му незавършено. Идеята за нова организация и политика на българското националноосвободително движение бива подета от Васил Левски, самият той участник в Първата българска легия на Раковски. Радикално настроеният Левски е убеден, че „българският въпрос трябва да се решава чрез революция, разчитаща главно на силите и възможностите на народа“. Три години след смъртта на Георги Раковски, през май 1870 г., Васил Левски напуска Букурещ и се завръща в България, където практически успява за две години да създаде и организира революционна мрежа в национален мащаб, която чрез основаване на революционни градски и селски частни комитети да подготви народа за всеобщо национално въстание.

## Създаване на комитет
В този процес на създаване на тайни революционни комитети през 70-те години на XIX век село Арнауткьой се свързва с името на първия помощник на Васил Левски – Ангел Кънчев. През 1870 – 1871 г. Ангел Кънчев посещава Разград няколко пъти, като се представя за търговец на кожи, вълна, пашкули и други стоки. През януари 1872 г. основава в Разград революционен комитет. Оттук той отива в Арнауткьой, където заедно с разградчанина Гани Чернев и Марин Цонзаров от Лясковец също учредява революционен комитет в тайната стаичка в къщата на свещеника на селото Иван Самоковски. Оттогава тази къща, запазена и до днес като музей, е известна като Комитетската (Комитската) къща. Комитетът включва поп Иван, местните жители Сава Добрев, хаджи Ради Терзипанов и други. В едно свое писмо след Освобождението Марин Цонзаров отбелязва следното за това събитие: „... аз заминах за ближнето чисто българско село Арнауткьой, където на другия ден ме намериха Ангел Кънчев и Гани Чернев в къщата на поп Иван. Поп Иван даде на Кънчев 15 бели меджидета помощ. Разписката на тази помощ и до днес се намира у мене. Оттук Кънчев и Гани Чернев заминаха за гр. Джумая (дн. Търговище – бел. моя) да основат и там комитет“. Новооснованият комитет събира парични помощи за революционното дело и работи за политическото осъзнаване на местното население.
Свещеник Иван Стоянов Самоковски (1818 – 1888) е избран за председател на създадения революционен комитет. Роден е в Самоков, учи при Неофит Рилски в Рилския манастир. В дома си изгражда тайно скривалище със зазидано помещение и замаскирани изходи за укриване на революционни дейци. В селото на различни места е имало няколко такива тайни скривалища – в къщата на Васил Изворов, зет на Самоковски, в дома на Христо Пасков в Ташмахале в близост до гората и на още едно място в същата махала.
Комитетът обаче съществува твърде кратко, защото два месеца по-късно, на 5 март 1872 г., на път за Букурещ, на русенското пристанище Ангел Кънчев се самоубива. При вестта за неговата смърт поради опасност от разкрития комитетът спира дейност, като премахва голяма част от архива си от документи.

## Състояние
В днешната Комитетска (комитска) къща в Пороище се помещава музейна експозиция с богат снимков материал, представящ историята на селото. Интерес представляват 2 документа, свързани с дейността на Левски и тази на съратниците му из Разградския край. Според репортаж за Комитетската къща, който може да се проследи в линка по-долу, "единият е празна разписка с печат и надпис "Привременно правителство въ България. Първо отделение отъ Б. Р.Ц.К.". Печатът върху запазената бланка е от времето, когато Левски е положил основите на своята Вътрешна революционна организация, а комитетът в Ловеч е определен за Привременно правителство. Вероятно тя е от времето, когато Ангел Кънчев идва в Разград, за да основе тук тайни комитети, но няма данни кой e предал бланката в музея, за да може тя да бъде свързана с някой от дейците на комитета. Другият документ, който могат да видят посетителите на експозицията в Комитетската къща, е прокламацията от 14 юни 1872 година, с която БРЦК уведомява членовете, че е приет нов устав, който след отпечатването му ще бъде разпространен сред местните комитети."  Експозицията се допълва от запазени надгробни плочи и предмети от бита.
Всяка година през февруари във връзка с годишнина от смъртта на Левски се провежда пешеходен поход от Разград до Комитетската къща в Пороище. Организатор на традиционната проява е Туристическо дружество „Буйна гора“ с подкрепата на Община Разград, Регионален исторически музей – Разград и кметството на село Пороище.